# Leon Vučko
Leon Vučko, hrvatski reprezentativni rukometaš.
Igrač je slovačkog rukometnog velikana Tatrana iz Prešova.
S kadetskom reprezentacijom 2013. osvojio je srebro na svjetskom prvenstvu.